# 후쿠마역
후쿠마역(일본어: 福間駅 후쿠마에키[*])은 일본 후쿠오카현 후쿠쓰시에 있는 규슈 여객철도 가고시마 본선의 역이다. 1980년 10월 1일의 운행 시간표 개정 때에 특급쾌속과 쾌속(초대)이 통·폐합되었던 때에 쾌속 정차역으로부터 떨어져, 일시 보통 열차만의 정차역이 되었던 일이었지만, 곧 다시 쾌속 정차역이 되었다. 또한 현재로는 아침·저녁은 특급도 정차한다. 미야지다케 신사의 가장 가까운 역인 일로부터 섣달 그믐날부터 설날에 관해서는 다수의 임시 · 단체 열차가 발착한다.

## 역 구조 및 승강장
단식 승강장 1면 1선, 섬식 승강장 2면 4선의 계 3면 5선의 승강장을 가지는 지상역. 2번 승강장은 상행 도착 · 하행 출발, 3번 승강장은 양방향의 되돌아오는 운전이 가능해, 실제로 이 역 반환의 열차가 운전되고 있다.
각 승강장으로 건너는 옛 과선교의, 1번 승강장과 2 · 3번 승강장에 설치되어 있던 철주에는 '메이지 44년 철도원'(우측), '우라가미조후나 주식회사 제조'(좌측)라는 기술이 있어, 상당히 귀중한 것이 되고 있다(후쓰카이치역에도 다른 색의 같은 것이 있다). 역 동쪽 주민 반대에 의해 20년 이상 좌절한 채로 있었던 역사의 이전 · 신축 공사와 역 동쪽 개발이 2007년부터 가까스로 시작되어, 2010년 2월 27일에 신 역사가 개업. 구 역사는 보존을 바라는 목소리도 있었지만, 해체되었다. 전술의 철주는 귀중한 철도유산이라는 일로, 2번째로 있던 중의 1번은 모지 항의 규슈 철도 기념관에, 이미 1번은 신 역사 앞의 모뉴멘트로서, 보존되어 있다.
5번 승강장에는 2002년에 교이쿠다이마에 ~ 에비쓰역 간에 발생했던 열차 추돌 사고로 폐차되었던 차량이 한참 사이 유치되었다. 아직, 4번 승강장은 2008년 9월 28일부터 대부분의 레일을 떼어내서 열차가 진입하지 않는 상황이 되어, 3번 선의 선로로 마주보는 곳까지 승강장을 연장하는 공사가 행해졌다. 같은 해 9월 27일까지는 5번 승강장 플랫폼이 늘리는 공사와 궤도의 강화가 행해지고 있다. 또한, 공사에 수반해 1번 승강장 및 2 · 3번 승강장의 지붕의 일부가 철거되고 있어서, 거친 날씨의 전차 대기에 지장을 초래하고 있다. 2009년 11월 23일부터 3번 승강장의 사용을 휴지해, 종래 3번 승강장 발착의 열차는 전부 4번 승강장으로의 발착이 되었다(주행하는 선로는 변하지 않는다). 이것과 동시에, 2번 승강장으로 발착하고 있는 하행 대피열차의 일부가 5번 승강장으로 옮겨졌다. 더욱이, 2010년 6월부터 자유통로의 가교 공사와 2번 승강장 플랫폼의 4번 승강장 쪽(구·3번 승강장)을 삭제하는 공사가 행해져, 같은 해 말에 새로운 3번 승강장이 모습을 나타내고 있다.
또한, 3번 승강장은 코키 26량 편성의 화물열차가 대피할 수 있도록 하기 위해, 선로가 후쿠쓰 시청 후쿠마 청사의 앞까지 늘려지고 있어서, 본선과의 합류까지가 상당히 멀어지고 있다. 또한, 이것에 따라가 배선의 변경에 의해, 모지 쪽부터 2번 승강장으로의 하행 본선의 진입은 하고 있지 않다.
2010년에 이행했던 신 역사는 구 역사부터 약 70m 모지 쪽으로 이동해, 선상 역사가 되었다. 직영역으로, 발권 창구가 설치되어 있다.
| 1     | ■ 가고시마 본선 | (상행) | 고쿠라 · 모지코 방면 |
| 2 · 3 | ■ 가고시마 본선 | (상행) | 고쿠라 · 모지코 방면 |
| 2 · 3 | ■ 가고시마 본선 | (하행) | 가시이 · 하카타 방면 |
| 4 · 5 | ■ 가고시마 본선 | (하행) | 가시이 · 하카타 방면 |

- 서쪽 입구 역 앞 광장은 2010년 4월 1일에 일부 공용 개시. 동쪽 입구는 구획 정리 공사가 진행 중.

## 이용 현황
- 2010년도의 1일 평균 승차 인원은 6,653명이며, 규슈 여객철도 관내의 역에서는 규산다이마에 역(6,576명)에 뒤이어 23위.

| 승차 인원 추이 | 승차 인원 추이 |
| 연도           | 1일 평균 인수  |
| -------------- | -------------- |
| 2000년         | 7,581          |
| 2001년         | 7,312          |
| 2002년         | 7,034          |
| 2003년         | 6,842          |
| 2004년         | 6,587          |
| 2005년         | 6,513          |
| 2006년         | 6,356          |
| 2007년         | 6,727          |
| 2008년         | 6,626          |
| 2009년         | 6,557          |
| 2010년         | 6,563          |

## 역 주변
- JA 무나카타 후쿠마 지점
- 후쿠오카 은행 후쿠마 지점
- 후쿠쓰 시청 후쿠마 청사
- 어번 몰 후쿠마
- 미야지다케 신사
- 후쿠마 해안

## 역사
- 1890년 9월 28일 : 규슈 철도(초대)가 개업.
- 1907년 7월 1일 : 규슈 철도(초대)가 국유화되어 제국철도청이 소관.
- 1911년 : 과선교 설치. 역사를 하카타 쪽에 100m 이동.
- 1945년
  - 3월 : 가미사이고 지구에 건설되었던 육군 군용 차고 대상 인입선 급설.
  - 9월 : 종전에 의해, 가미사이고 지구로의 인입선 철거.
- 1963년 9월 : 4 · 5번 승강장 설치.
- 1987년
  - 1월 : 일본국유철도 민영화를 부본으로 역 서점 개축.
  - 4월 1일 : 일본국유철도 분할 민영화로 인해 규슈 여객철도가 승계.
- 2007년 : 역 동쪽 재개발 및 역 개축 공사 개시.
- 2008년 11월 11일 : 입체 주차장 공용 개시.
- 2009년 3월 1일 : IC카드 SUGOCA의 사용을 개시.
- 2010년
  - 1월 30일 : 신 과선교 공용 개시(당초는 계단 만의 공용으로 엘리베이터 · 에스컬레이터는 봉쇄. 엘리베이터는 2월 중순경부터 공용개시).
  - 2월 27일 : 신 역사 공용 개시. 자유 통로 일부 완성(서쪽 입구 쪽).
  - 4월 2일 : 서쪽 입구 역 앞 광장의 일부 공용 개시.
- 2011년
  - 2월 5일 : 자유 통로 공용 개시. 동쪽 입구 역 앞 광장 일부 공용 개시. 사각 건널목 폐지.
  - 2월 중순 : 3번 승강장 공용 개시.
  - 2월 17일 : 서쪽 입구 역 앞 광장(확장 부분)공용 개시. 버스 · 택시 승강장이 정식 위치에서 운용개시. ※일반차용 코인 주차장은 이 시점에서는 미완성. 공용개시는 4월.
  - 4월 : 동쪽 입구 역 앞 광장 완성.

## 인접 역
| 가고시마 본선             | 가고시마 본선   | 가고시마 본선        |
| ------------------------- | --------------- | -------------------- |
| 도고 모지 항 방면         | ■ 쾌속 · 준쾌속 | 고가 아라오 방면     |
| 히가시후쿠마 모지 항 방면 | ■ 쾌속          | 고가 아라오 방면     |
| 히가시후쿠마 모지 항 방면 | ■ 보통          | 지도리 가고시마 방면 |